# Cuvio
Cuvio est une commune de la province de Varèse dans la région Lombardie en Italie.

## Toponyme
Dérivé du latin covo : cavité.

## Administration
| Période                                  | Période  | Identité      | Étiquette | Qualité      |
| ---------------------------------------- | -------- | ------------- | --------- | ------------ |
| 8/6/2009                                 | En cours | Luciano Maggi |           | entrepreneur |
| Les données manquantes sont à compléter. |          |               |           |              |

### Hameaux
Comacchio, Ronco Brogini, Gaggio, Carreggio, Fornaci, Roncora, Pianezze, Punta Merigett (Campo dei Fiori), Forte di Orino

### Communes limitrophes
Azzio, Barasso, Casalzuigno, Castello Cabiaglio, Cocquio-Trevisago, Comerio, Cuveglio, Gavirate, Orino.